# Großsteingrab Testorf
Das Großsteingrab Testorf ist eine megalithische Grabanlage der jungsteinzeitlichen Trichterbecherkultur bei Testorf, einem Ortsteil von Wangels im Kreis Ostholstein in Schleswig-Holstein. Es trägt die Sprockhoff-Nummer 274.

## Lage
Das Grab befindet sich am östlichen Ortsrand von Hansühn am Westrand eines zu Testorf gehörenden Feldes. In der näheren Umgebung gibt es mehrere weitere Großsteingräber: 660 m nördlich liegt das Großsteingrab Hansühn 2, 1 km südwestlich das Großsteingrab Hansühn 1, 1,2 km südwestlich die Großsteingräber bei Neutestorf, 2,4 km östlich das Großsteingrab Meischenstorf und 2,7 km ostnordöstlich das Großsteingrab Grammdorf 1.

## Beschreibung
Die Anlage besitzt ein nordost-südwestlich orientiertes rechteckiges Hünenbett mit einer Länge von 23 m und einer Breite von 8 m. Von der Umfassung sind noch an allen Seiten zahlreiche Steine erhalten. Die Grabkammer liegt etwas südwestlich der Mitte des Betts. Es handelt sich um ein nordost-südwestlich orientiertes Ganggrab vom Untertyp Holsteiner Kammer mit einer Länge von etwa 7,5 m und einer Breite von 1,3 m. Die Kammer besaß ursprünglich sieben Wandsteinpaare an den Langseiten, je einen Abschlussstein an den Schmalseiten und fünf Decksteine. Es sind sechs Wandsteine an der nordwestlichen und fünf an der südöstlichen Langseite sowie die beiden Abschlusssteine erhalten. Die Decksteine liegen verschleppt an verschiedenen Stellen außerhalb der Kammer. Zwischen dem von Südwesten aus gesehen vierten und fünften Stein der südöstlichen Langseite befindet sich der Zugang zur Kammer. Ihm ist ein Gang mit einem Wandsteinpaar vorgelagert. Der Gang hat eine Länge von 3 m und eine Breite von etwa 0,5 m.